# Adolf Matura
Adolf Matura (30. března 1921 Bystřice – 14. ledna 1979 Praha) byl sklářský výtvarník a designér lisovaného skla, jehož návrhy patří k tomu nejlepšímu, co bylo v tomto oboru vytvořeno.

## Život
Adolf Matura se narodil v Bystřici u Benešova a vyrůstal v Bitouchově u Semil. V letech 1938–1940 absolvoval Odbornou sklářsko-obchodní školu v Železném Brodě, kde se vyučil jako rytec skla u prof. Ladislava Přenosila. Ve studiu pokračoval na Uměleckoprůmyslové škole v Praze, kterou po dvouletém přerušení během války dokončil roku 1947 v ateliéru prof. V. Štipla už jako Vysokou školu uměleckoprůmyslovou. V letech 1947–1952 Matura jako špičkový rytec spolupracoval s prof. Ludvikou Smrčkovou a realizoval celkem 254 jejích návrhů rytého skla s rostlinnými motivy.
Krátce působil jako výtvarník v Čs. sklářských závodech a Armádním výtvarném studiu. Od roku 1952 se účastnil akcí vyhlašovaných pro sklářské výtvarníky Ústředním výtvarným střediskem průmyslu skla a jemné keramiky při Textilní tvorbě. Od roku 1954 byl výtvarníkem skla v Ústředním výtvarném středisku pro průmysl skla a keramiky v Praze, které se v roce 1959 stalo součástí Ústavu bytové a oděvní kultury. Místo vedoucího výtvarníka v ÚBOKu zastával až do svého úmrtí. Roku 1960 vzniklo oborové výtvarné středisko pro lisované sklo (podnik Obalové a lisované sklo, později Sklo Union), které navázalo na technicko-výtvarné středisko ve sklárnách Inwald v Teplicích, n.p. (od r. 1955). Adolf Matura řídil výtvarné středisko v ÚBOKu, přes které procházely veškeré návrhy výrobků z lisovaného skla. Příklon k levnému lisovanému sklu souvisel i s poválečným znárodněním skláren a politikou komunistického režimu, který chtěl zajistit sériově vyráběné bytové doplňky cenově dostupné pro většinu obyvatel. V 60. letech patřilo lisované československé sklo také k nejúspěšnějším vývozním komoditám.
Jako designér Matura spolupracoval se sklárnami Moser, Borské sklo, Sklo Union Teplice nebo Kavalier. Podle jeho návrhů se vyrábělo lisované sklo v Rudolfově huti v Dubí, Heřmanově huti, Libochovicích a Rosicích. Podílel se na vývoji kovových forem novou technikou přímého lití, která urychlila a zlevnila jejich výrobu. Maturův design lisovaného skla byl oceněn na Expu 58 v Bruselu, na trienále užitého umění v Miláně v letech 1957 a 1960 nebo na Expu 67 v Montrealu.
Adolf Matura byl členem Umělecké besedy. Působil ve Svazu československých výtvarných umělců a od roku 1959 až do své smrti byl předsedou Výtvarné rady pro lisované a obalové sklo koncernu Sklo Union (OBAS) v Teplicích. Působil také ve výtvarné radě podniku Crystalex (Borské sklo) v Novém Boru, byl předsedou výtvarně technické komise podniku Lustry n.p. v Kamenickém Šenově. Maturovo „funkcionářské“ působení hodnotili současníci kladně zejména pro jeho význam pro rozvoj a propagaci lisovaného skla.
Zemřel v Praze ve věku 57 let.

### Ocenění
- 1960 Zlatá medaile, Trienále užitého umění Milano[8]
- 1967 Cena užitého umění SČSVU
- 1970 Vynikající výrobek roku
- 1971 Vynikající výrobek roku
- 1971 titul Zasloužilý umělec
- 1973 Zlatá medaile, Mezinárodní výstava skla a bižuterie v Jablonci nad Nisou
- 1975–1978 celkem 8 ocenění Nejlepší výrobek oboru skla
- 1976 Hlavní cena a Zlatá medaile, Mezinárodní výstava skla a bižuterie v Jablonci nad Nisou (purpurově červená Broušená mísa a váza, 1973)[9]
- 1979 Zlatá medaile, Mezinárodní výstava skla a bižuterie v Jablonci nad Nisou, ocenění Vynikající výrobek roku
- 1979–1980 tři ocenění Nejlepší výrobek koncernového podniku Sklo Union OBAS

## Dílo
Adolf Matura po ukončení studia tvořil stolní foukané, ryté a broušené sklo a od roku 1953 navrhoval užitkové sklo pro sklárnu Moser v Karlových Varech. Proslulé jsou také jeho "vázy pro jeden květ" z masivního vrstveného, broušeného a leštěného skla s barevným jádrem, které navrhoval spolu s Pavlem Hlavou koncem 50. let pro podnik Borské sklo. Roku 1960 získal Adolf Matura Zlatou medaili na 12. trienále užitého umění v Miláně za soubor skla na vodu.
Od poloviny 60. let se věnoval převážně lisovanému sklu. Sériovým výrobkům, které navrhl, dal originální sochařské ztvárnění a emocionální působivost. Maturovy nádoby a užitkové sklo charakterizuje dobrá funkčnost, respekt k technologii výroby i soulad s dobovým tvarovým kánonem i jeho modifikacemi. Často spoluurčoval vývoj v oboru lisovaného skla. Jeho robustní nádoby nesou osobitý autorský rukopis, který odráží Maturův vztah k přírodě a inspiraci zejména tvary plodů, trny a podobnými detaily. Lehce humorně laděné jsou jeho vázy a svícny s figurálními motivy, připomínající ornamentalizované pravěké domácí bůžky. Známé a sběratelsky ceněné jsou jeho vázy dekorované stylizovaným lidským obličejem z roku 1972, které mají nosnost svébytných výtvarných objektů.
Etapu práce s plasticky vypjatými a hladce modelovanými objemy nádob s proměnlivou tloušťkou stěn, které se vyznačovaly silným optickým i barevným účinkem, obohatil v polovině 60. let o mísy, talíře a popelníky, které charakterizuje napětí mezi kulovým a ovoidním tvarem. Pro sklárnu Moser vytvořil roku 1966 soubor Montreal zdobený variabilně brusem nebo rytinou. Pro n.p. Karlovarské sklo navrhl stolní soubor broušený diamantovým brusem na dně dýnka. Před rokem 1970 navrhl soubor lahvovitých nádob zdobených nálepy nebo reliéfními strukturami připomínajícími strukturu dřeva, s dorývanými detaily. Tyto návrhy se nedostaly do sériové výroby a jsou sběratelsky mimořádně cenné. V 70. letech navrhoval velmi střídmé a funkcionalistické užitkové předměty, které se staly esteticky působivými bytovými doplňky (Žardiniéra, 1976).
Proslavil se díky ikonickému souboru Praha s perlovým dekorem, který se vyráběl od roku 1950. Matura vychází ze starého vzorování skla, které využívá v minulosti prověřené efekty světla při prostupování sklem. Strukturování povrchu sloužilo i k zakrytí vad skloviny, která neměla vždy požadovanou kvalitu.
Maturovy návrhy lisovaného skla jsou střízlivé, vyvážené a jednoduché. Během vlny dekorativismu 70. let navrhoval ornamentální a strukturální tvary, kde uplatnil i svou předchozí zkušenost rytce. V 70. letech spolupracoval se sklárnou Kavalier, pro kterou navrhl varnou konvici ze skla Simax, která se vyrábí nepřetržitě už 50 let.

### Zastoupení ve sbírkách (výběr)
- Corning Museum of Glass
- Uměleckoprůmyslové museum, Praha
- Moravská galerie v Brně[25]
- Severočeské muzeum v Liberci
- Krajské muzeum v Pardubicích

### Kolektivní výstavy (výběr)
- 1950 Členská výstava Umělecké besedy, Slovanský ostrov, Praha
- 1953 II. krajské středisko Umělecká beseda: Členská výstava, Slovanský ostrov, Praha, Galerie Československý spisovatel, Praha
- 1957 11. trienále užitého umění v Miláně (1957) / XI Triennale di Milano (1957), Pallazo dell'Arte, Milán
- 1958 Světová výstava Expo 58, Brusel
- 1959 Československé sklo, Manež, Moskva
- 1959 Glass '59, The Corning Museum of Glass, Corning
- 1959/1960 IV. přehlídka československého výtvarného umění, Praha
- 1959/1960 Československé moderní sklo, Sao Paulo, Rio de Janeiro
- 1960 12. trienále užitého umění v Miláně (1960) / XI Triennale di Milano (1960), Pallazo dell'Arte, Milán
- 1961 Bilance 1960, Výstavní síň Ústředí lidové umělecké výroby (ÚLUV), Praha
- 1961 Užité umění a průmyslové výtvarnictví, Uměleckoprůmyslové museum, Praha
- 1962 Lisované sklo, Uměleckoprůmyslové museum, Praha
- 1963 Bilance 1962-63: Třetí členská výstava Skupiny průmyslových výtvarníků U. B., Galerie Československý spisovatel, Praha
- 1963 Współczesne szkło w Czechosłowacji, Muzeum Śląskie, Wrocław
- 1963 Výstava sklářského díla, Západočeské muzeum, Plzeň
- 1964 Tschechoslowakisches Glas, Grassi – Museum für Angewandte Kunst, Lipsko
- 1964 Glass. Czechoslovakia and Italy, New York
- 1965 Bohemian Glass, Londýn
- 1965 Ryté sklo: První přehlídka soudobé tvorby, Moravská galerie v Brně
- 1965 Tsjekkoslovakisk glass, keramik og tekstiler, Kunstindustrimuseet – The Museum of Decorative Arts and Design, Oslo
- 1965 Výtvarní umělci k výročí 20 let ČSSR, Dům U Hybernů, Praha
- 1965 Salón současného rytého skla, Moravská galerie v Brně
- 1965 La transfiguration de l´art tchèque: Peinture – sculpture – verre – collages, Palais de Congrès de Liège
- 1966 Bilance ’66, Mánes, Praha
- 1966 Aktuální tendence v československém užitém umění a průmyslovém výtvarnictví, Obecní dům, Praha
- 1967 Czechoslovak Industrial Design, Design Centre, Londýn
- 1967 Světová výstava Expo 67, Montreal
- 1967 Sklo '67, Staroměstská radnice, Praha
- 1968 2. Trienale řezaného skla, Moravské zemské muzeum, Brno
- 1969 50 let českého užitého umění a průmyslového výtvarnictví, Mánes, Praha
- 1969 Z přírůstků užitého umění 20. století, Moravská galerie v Brně
- 1969 50 Jahre der Tschechischen angewandten Kunst und Industrial Design, MAK – Österreichisches Museum für angewandte Kunst / Gegenwartskunst, Vídeň
- 1970 Současné české sklo, Mánes, Praha
- 1970 Zamiary i zapasy: 50 lat czeskiej sztuki stosowanej i plastyki przemysłowej, Muzeum Śląskie, Wrocław
- 1972/1973 Angewandte Kunst aus der ČSSR, Kunsthalle Weimar, Výmar, Kunsthalle Rostock, Rostock, Neue Galerie, Berlín
- 1973/1974 Československé sklo, Moskva, Jerevan, Baku, Kyjev
- 1974 Hedendaagse ambachtskunst uit Tsjechoslowakije, Bruggy
- 1976 Československé sklo, Řím
- 1976 Jablonec 76: II. mezinárodní výstava skla a porcelánu, Jablonec nad Nisou
- 1977 10 let Lyry Pragensis, Praha
- 1977 Umělecké sklo 1977. Oborová přehlídka současné sklářské tvorby, Praha
- 1979 Současné užité umění, Severočeská galerie výtvarného umění v Litoměřicích
- 1979 Jablonec 79: III. mezinárodní výstava skla a porcelánu, Jablonec nad Nisou
- 1980 Trienále řezaného skla, Uměleckoprůmyslové muzeum, Brno
- 1980 Užité umění 70/80. Sklo, kov, textil, nábytek, keramika., Moravská galerie v Brně
- 1981 František Pečený, Adolf Matura: České lisované užitkové sklo, Městské muzeum, Františkovy Lázně
- 1982 15 let Lyry Pragensis (1967–1982), Galerie Fronta, Praha
- 1983 Současné lisované sklo, Uměleckoprůmyslové museum, Praha, Moravská galerie v Brně
- 1984/1985 Století designu, Výstavní síň generálního ředitelství Výstavby hlavního města Prahy
- 1985 Sto let českého užitého umění: České užité umění 1885–1985 ze sbírek Uměleckoprůmyslového muzea v Praze k stému výročí založení muzea, Uměleckoprůmyslové museum, Praha
- 1989/1990 Verres de Bohême: 1400–1989 chefs-d'œuvre des musées de Tchécoslovaquie, Musée des Arts décoratifs, Paříž
- 1990 Skleněný inspiromat: Československé sklo z let 1955–1965, Severočeské muzeum p.o., Liberec
- 1994 Sklo 20. století, Východočeské muzeum, Pardubice
- 1996/1997 Užité umění 60. let, Uměleckoprůmyslové muzeum, Brno
- 2002 Glass Behind the Iron Curtain: Czech Design, 1948–1978, The Corning Museum of Glass, Corning
- 2005 Aufbruch. Tschechische Glas 1945–1980, Museum Kunstpalast (Kunstmuseum Düsseldorf), Düsseldorf
- 2005 Czech 100 Design Icons, Stilwerk, Berlín
- 2005 Design in an Age of Adversity: Czech Glass, 1945–1980, The Corning Museum of Glass, Corning
- 2006 Design in an Age of Adversity: Czech Glass, 1945–1980, Museum of Glass, Tacoma
- 2007 Czech Glass / 1945–1980 (Design in an Age of Adversity and Illusion) / České sklo / 1945–1980 (Tvorba v době mizerie a iluzí), Veletržní palác, Praha
- 2008 Hi Sklo Lo Sklo: Post War Czech Glass Design From Masterpiece To Mass-Produced, King's Lynn Arts Centre, Norfolk
- 2010 SKLO.KLASIK, Letohrádek královny Anny (Belveder), Praha
- 2015 Umění Pojizeří: 55, Muzeum a Pojizerská galerie Semily
- 2015/2016 Budování státu. Reprezentace Československa v umění, architektuře a designu, Veletržní palác, Praha
- 2018 Avant Garde: Velká hra na budoucnost, Výstaviště, Pavilon G, Brno
- 2018/2019 Dva v jednom: Design českého a slovenského skla 1918–2018, Muzeum skla a bižuterie v Jablonci nad Nisou
- 2019 La forma dell'ideologia. Praga: 1948–1989, Palazzo del Governatore, Parma
- 2023 Ušlechtilý lis: Československé lisované sklo 1945–1985, Retromuseum, Cheb